# Sonja Kleemann
Sonja Kleemann (* 19. August 1932 in Dresden) ist eine deutsche Malerin, Grafikerin und Illustratorin.

## Leben und Werk
Sonja Kleemann absolvierte in Dresden die Oberschule und machte das Abitur. Von 1951 bis 1956 studierte sie bei Max Erich Nicola und Rudolf Bergander an der Hochschule für Bildende Künste Dresden. Für ihr Diplom schuf sie das Tafelbild Verhaftung.
Sie arbeitete dann in Dresden als freischaffende Malerin und Grafikerin und war Mitglied des Verbands Bildender Künstler der DDR. Mitte der 1970er Jahre hatte sie einen Fördervertrag mit der damaligen staatlichen Dresdner Musikschule Paul Büttner. Neben freien Arbeiten schuf Sonja Kleemann insbesondere für den Postreiter-Verlag Illustrationen vor allem für Kinderbücher, darunter Mal- und Ausmalbücher. Davon erschienen einige auch als fremdsprachige Ausgaben. Illustrationen fertigte sie auch für das Dresdner DEFA-Studio für Trickfilme.
Im Sächsischen Kunstfonds befinden sich mehrere Tafelbilder Sonja Kleemanns, die Großbetriebe und Institutionen in der DDR erworben hatten.
Sonja Kleemann war mit dem Maler Rudolf Kleemann verheiratet.

## Werke (Auswahl)

### Tafelbilder
- Der gelbe Bagger (1959, Öl, 60 × 70 cm)

### Illustrationen

#### Bücher des Postreiter-Verlags
- Gertrud Jäkel: Welches Kind zählt geschwind? 1971
- Wir gestalten mit dem Pinsel (1. und 2.). 1973
- Der gestiefelte Kater. 1974
- Eva Sonntag: Schneiderwerkstatt Flinke Nadel. 1974
- Werner Lindemann: Das Schneeflöckchen. 1974
- Unsere Friedensfahrer. 1975
- Elsbeth Friemert: Unsere Patenbrigade. 1977

#### Bücher anderer Verlage
- Vom Fischer und seiner Frau. Ein Mal- und Ausmalbuch für Kinder. Verlag Bild und Heimat, Reichenbach, 1967
- Am Kindertag. Ein Malheft für Kinder von 5 Jahren an. Verlag Bild und Heimat, Reichenbach, 1969
- Ursula Werner-Böhnke (Hrsg.): Ich hab es gern, was mich umgibt Geschichten, Gedichte, Berichte, Reportagen und andere Texte für Vorschulkinder – Ein Arbeitsmittel für die Kindergärtnerin. Volk und Wissen Volkseigener Verlag, Berlin, 1988 (mit weiteren Illustratoren)

## Ausstellungen (mutmaßlich unvollständig)
- 1960: Berlin, Pavillon der Kunst („Frauenschaffen und Frauengestalten in der bildenden Kunst. 50 Jahre Internationaler Frauentag.“)
- 1971: Berlin, Deutsche Akademie der Künste („Junge Künstler in der DAK“)
- ab 1972: Dresden, Bezirkskunstausstellungen